# РПГ-2
РПГ-2 (Індекс ГАУ — 56-Г-660) — радянський ручний протитанковий гранатомет післявоєнного періоду. Призначений для боротьби з броньованою технікою противника (танками, БТР, БМП, самохідними артилерійськими установками і так далі). Може застосовуватися для стрільби по амбразурах ДОТів.

## Історія появи
У завершальний період Другої світової війни війська РСЧА зіткнулися з масовим застосуванням з боку німецької армії нового типу протитанкової зброї — ручних протитанкових гранатометів з кумулятивним зарядом, який легко пробивав броню всіх танків. Вони виявилися ефективним засобом боротьби з танками і були грізною штурмовою зброєю в міських боях. Радянськими військами використовувалися як трофейні німецькі гранатомети, так і американські гранатомети «Базука».
В умовах відсутності власної зброї цього типу на початку війни застосовувалася ручна граната РПГ-40. Пізніше розробили і почали використовувати ручні кумулятивні гранати РПГ-43 і РПГ-6. У 1944 році розроблявся також гранатомет ПГ-6, який стріляв ручними гранатами РПГ-6 або 50-мм осколковими мінами). Трофейні РПГ, захоплені у великих кількостях, стали активно використовуватися в радянській армії. Таким чином, армія СРСР отримала можливість всебічно ознайомитися з цими гранатометами (а також гранатометами «Базука» і PIAT, обмежено надходили по ленд-лізу.), дізнатися їх сильні і слабкі сторони і виробити тактику застосування. До кінця війни постало питання про розробку і запуск у виробництво власних протитанкових гранатометів. У 1944-45 роках проводилися випробування гранатомета РПГ-1. Доопрацювати його не вдалося, і на озброєння він не був прийнятий. За основу був узятий німецький «Панцерфауст». Після деяких доробок він був прийнятий на озброєння в 1947 році під позначенням РПГ-2, а з 1949 року почав надходити у війська.

## Конструкція
Калібр гранатомета РПГ-2 40 міліметрів. Пусковий пристрій являє собою сталеву трубу з дерев'яними накладками в середній частині, що служать для запобігання опіків при пострілі та що дозволяє більш комфортно користуватися гранатометом в умовах низьких температур. Гранатомет обладнаний простим механічним прицілом, що дозволяє вести прицільний вогонь на дистанцію до 150 метрів.
Для стрільби використовується надкаліберна кумулятивна протитанкова граната ПГ-2 калібру 82 мм, здатна пробивати до 180 міліметрів броні. Початкова швидкість гранати — 84 м/с.
Гранатомет, що споряджений гранатою, має довжину 120 сантиметрів і важить 4,48 кілограма.

## Історія застосування
РПГ-2 став першим широко застосовуваним радянським протитанковим гранатометом. Крім радянської армії, він експортувався за кордон країнам-союзникам СРСР і використовувався в різних війнах і конфліктах. Зокрема, він широко застосовувався у В'єтнамській війні проти військ США.
Через простоту конструкції РПГ-2 був надійною і недорогою зброєю. Крім СРСР, він вироблявся за ліцензією у Китаї (Type 56) і Північному В'єтнамі (B-40, B-50). Випускалася його копія і у Єгипті (PG-7).

## Недоліки
- Постріл з гранатомета супроводжується сильним звуком, а оскільки ствол знаходиться біля вуха стрільця, то сильно глушить його.
- Пороховий заряд гранати складається з димного пороху, тому при пострілі димна хмара демаскує стрільця.
- Через відкритий ствол  позаду стрільця утворюється зона порохових газів, небезпечна для людей, техніки й озброєння. З тієї ж причини не можна стріляти з гранатомета, перебуваючи в замкнутому просторі (бліндажі, будівлі тощо).
- Внаслідок малої швидкості польоту гранати точність стрільби сильно залежить від метеоумов і швидкості вітру (особливо бічного). Влучність стрільби з гранатомета навіть у безвітряну погоду невелика. Потрапити в рухомий танк (БТР, БМП) з відстані понад 100 метрів майже неможливо.
- У разі намокання паперова гільза порохового заряду розбухає і її неможливо помістити в ствол гранатомета. Крім того, невелика механічна міцність гільзи не дає змоги переносити гранати в спорядженому вигляді. Відволожений порох не годиться для стрільби.

Усе це змусило надалі розробити й прийняти на озброєння досконаліший зразок ручного протитанкового гранатомета — РПГ-7.